# Borikenophis sanctaecrucis
Borikenophis sanctaecrucis är en ormart som beskrevs av Cope 1862. Borikenophis sanctaecrucis ingår i släktet Borikenophis och familjen snokar. Inga underarter finns listade i Catalogue of Life. Artepitetet i det vetenskapliga namnet syftar på ön där ormen hittades.
Arten förekommer på Amerikanska Jungfruöarna. Honor lägger ägg. Denna orm är känd från torra skogar. Den har ett gult huvud med svarta mönster som liknar en ansiktsmask. Färgen på kroppens ovansida är blåsvart med några ljusa fläckar eller fjällens kanter är ljusa.
Flera exemplar dödas av introducerade manguster och beståndet hotas av skogsröjningar. De senaste fynden är mer än 100 år gamla. Kanske är arten utdöd. IUCN listar arten som akut hotad (CR).